# Van Gogh (1991)
Van Gogh is een Franse film van Maurice Pialat die werd uitgebracht in 1991.
Het verhaal spitst zich toe op de laatste periode van het leven van Vincent Van Gogh, namelijk de twee maanden die hij doorbracht in Auvers-sur-Oise.

## Verhaal
Eind mei 1890 komt Vincent Van Gogh aan in Auvers-sur-Oise waar hij een kamer huurt. Dokter Gachet, kunstverzamelaar en amateurschilder, bezit er een huis. Gachet heeft aan Theo, de jongere broer van Vincent, beloofd Vincent in bescherming te nemen en zorg voor hem te dragen als die weer een psychotische aanval zou krijgen. Van Gogh kent een heel intense en productieve periode dankzij de goede zorgen van Gachet. Hij gaat ook nog Theo opzoeken in Parijs.
Marguerite, de dochter van Gachet, koestert gevoelens voor Vincent en Vincent lijkt die te beantwoorden. Zijn stemmingswisselingen, zijn agressieve buien en zijn ruzies met zijn broer spelen hem echter parten. Hij is ook de wanhoop nabij omdat hij in zijn ogen geen echte erkenning vindt. Zijn mentale toestand wordt weer labiel. Uiteindelijk schiet hij een kogel in zijn buik. Hij overlijdt twee dagen later op 37-jarige leeftijd.

## Rolverdeling
| Acteur           | Personage          |
| ---------------- | ------------------ |
| Jacques Dutronc  | Vincent van Gogh   |
| Bernard Le Coq   | Theo, zijn broer   |
| Alexandra London | Marguerite Gachet  |
| Gérard Séty      | dokter Paul Gachet |
| Corinne Bourdon  | Jo                 |
| Elsa Zylberstein | Cathy              |
| Leslie Azzoulai  | Adeline Ravoux     |
| Chantal Barbarit | mevrouw Chevalier  |
| Jacques Vidal    | meneer Ravoux      |
| Frédéric Bonpart | 'la mouche'        |
| Lise Lamétrie    | mevrouw Ravoux     |
| Christian Maes   | de accordeonist    |
| Gilbert Pignol   | Gilbert            |